# Terciér na území Česka
Terciér (třetihory) na území dnešní České republiky bylo období, kdy naposledy z českého území odstoupilo moře, jednalo se o výběžek moře Tethys, které se označuje jako Paratethys. Následkem alpinského vrásnění vznikla v Českém masivu řada sopek, jejichž činnost ustala až ve čtvrtohorách. V této době na českém území existovala řada jezer, v jejichž usazeninách vznikalo hnědé uhlí.
Většina třetihorních sedimentů a vulkanitů Českého masívu (ČM) patří neogénu, částečně je zastoupen i oligocén. Na SZ to byla kontinentální, převážně klastická sedimentace s výraznou vulkanickou činností platformního typu, mořské sedimenty jsou známy výhradně z V části, kde se pod ně masív noří (eocén a oligocén nesvačilského a vranovického příkopu). Usazeniny mořského neogénu náleží karpatské předhlubni, vyplňující se před sunoucími se příkrovy flyšových Karpat. Převážná část Českého masívu však byla rovinatou souší s omezenou sedimentací v mělkých prohlubních, vystavenou intenzívní erozi díky teplému a vlhkému klimatu. Tektonicky byl ČM po celý paleogén klidnou oblastí, zatímco v neogénu nastupuje vulkanická činnost Doupovských hor a Českého středohoří.

## Podkrušnohorské pánve

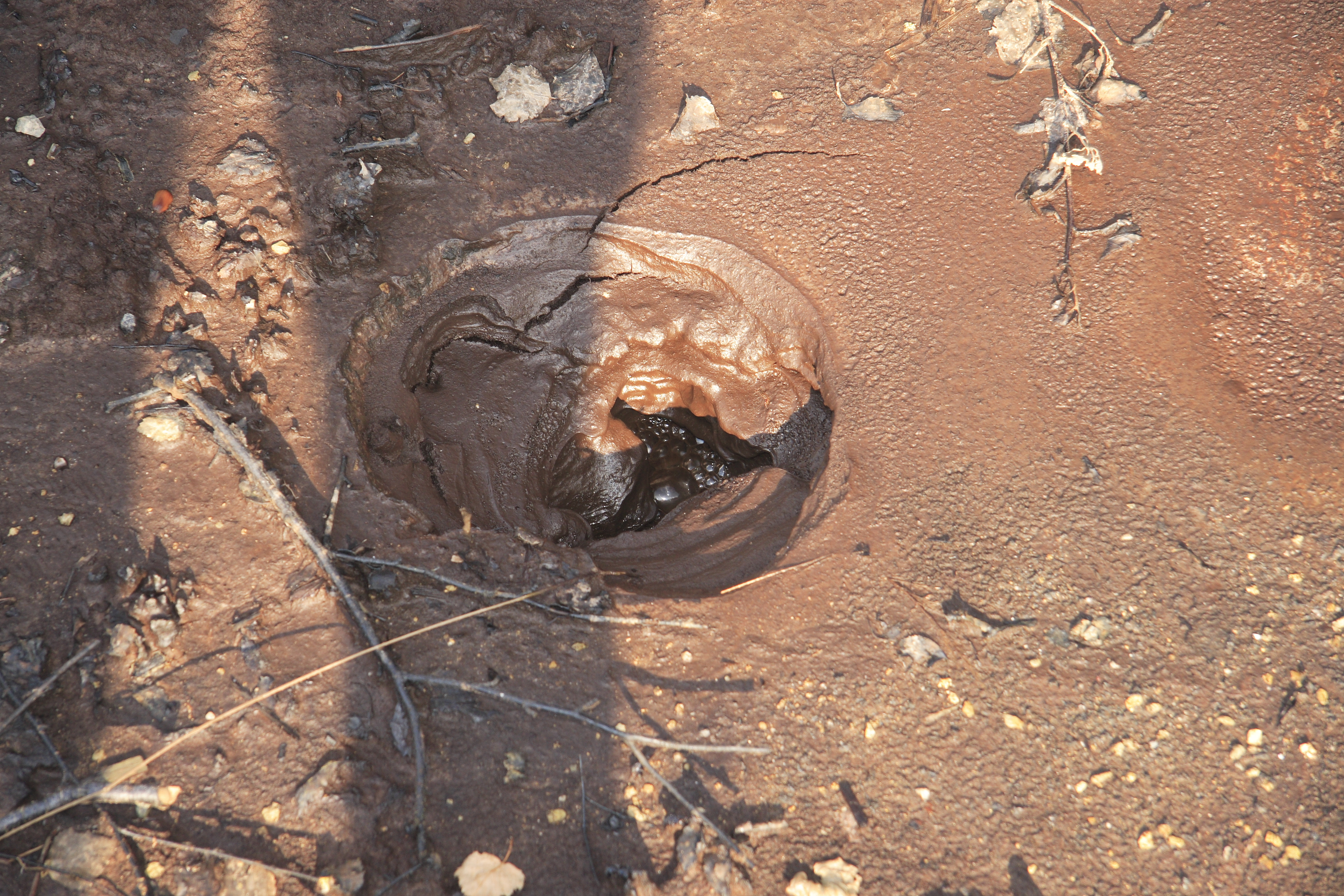
Bahenní sopka v přírodní rezervaci Soos poblíž Chebu. Je to jeden z patrných dozvuků sopečné činnosti.

Staří výplně eocén-oligocén do pliocénu, dnes dochována ve třech dílčích pánvích - chebské, sokolovské a severočeské. Nejstaršími horninami (eocén-oligocén) jsou redeponované zvětraliny, říční písky a štěrky, výjimečně uhelná sedimentace. Po hiátu provázeného kernými pohyby dochází k rozpadu původní pánve na dvě deprese, které se dále vyvíjejí samostatně (1. = chebská + sokolovská, 2. = severočeská). Oligo-miocenní etapu reprezentují neovulkanity, říční a jezerní sedimenty a výrazná uhelná sedimentace. Pliocenní etapa zahrnuje jezerní sedimenty chebské pánve.

## Jihočeské pánve
Rozlišujeme západnější (menší) českobudějovickou (od Vodňan k Českým Budějovicím) a východnější větší třeboňskou (Borovany – Vyšný, Soběslav - Šalmanovice) s výraznou sz. až ssz. orientací. Tvořeny jsou převážně říčními a jezerními sedimenty spočívajícími na svrchněkřídovém komplexu. Jsou však známy i doklady dočasných ingresí moře alpské předhlubně. Maximální mocnost je 200 m, nejstarší je lipnické souvrství, dále zlivské, mydlovarské, domanínské, ledenické a nejmladší vltavínonosné štěrky a písky pliocénu.

## Žitavská pánev
Neogenní stáří, zasahuje do ČR u Hrádku nad Nisou s relikty u Frýdlantu, Chrastavy, Machnína a Rychnova n. Nisou. Nejstaršími jsou efuzíva a pyroklastika 1. neovulkanické fáze, následují jezerní sedimenty (400 m komplex u Hrádku) s uhelnými jíly a sloji lignitu (svrchní asi 15 m těžena lomem).

## Neovulkanity
Platformní jednotka s převážně alkalickým chemismem. Rozlišeny tři fáze aktivity: 1. oligomiocenní 35-17 mil. let, 2. pliocenní 6 mil. let, 3. pliocén-pleistocenní 2,7-0,9 mil. let. Nejrozsáhlejší je 1. fáze, značně bazická (melilitity, nefelínity). Reprezentovány jsou podpovrchovými (pně, kupy, lakolity, žíly) tělesy, vypreparovaná tvoří morfologicky výrazné prvky (Bezděz a Malý Bezděz, Mariánská hora u Ústí nad Labem, Kunětická hora, Trosky, Linhorka) a povrchovými tělesy (lávové příkrovy, pyroklastika, stratovulkány - Doupovské hory, Vinařická hora u Kladna, Malý a Velký Roudný, Venušina sopka, Uhlířský vrch, vytlačené kupy - Říp, Bořeň, nasypané kužely - Komorní hůrka). Regionálně se rozlišují na neovulkanity Českého středohoří, Doupovských hor a ostatní neovulkanity.

## Mořský paleogén
Znám z vrtů do ponořené části Českého masívu jižně a jv. od Brna, mocnost i přes 1 km, bazální slepence, jílovce, prachovce, pískovce nesvačilského souvrství. Jde o podmořské kaňony, z větší části však podlehly denudaci.

## Mořský miocén karpatské předhlubně
Tvoří pruh od hranice s Rakouskem u Znojma k hranici s Polskem mezi Opavou a Karvinou. Na západě tvoří hranici výchozy ČM, na východě čelo karpatských příkrovů. Časově odpovídají eggenburgu až badenu. Sedimenty eggenburgu-ottnangu jsou bazální klastika, jíly, jílovce. Bazálními klastiky začíná i sedimentace karpatu, následuje tzv. „šlír“ (písčité vápnité jíly) a písky. U Choryně a Příboru na sv. Moravě s ložisky zemního plynu. Spodnobádenské transgresní sedimenty začínají bazálními klastiky, nad nimi jsou vyvinuty vápnité jíly (tzv. „tégl“), pískovce, vápence. Ve východní části ostravsko-karvinského revíru jsou známa ložiska plynu (H. Žukov, Stonava), u Měnína a Žatčan na j. Moravě ložiska těžké ropy.